# Consejo de Estado (España)
El Consejo de Estado es el supremo órgano consultivo del Gobierno de España. En la actualidad, se trata de un órgano constitucional contemplado en el artículo 107 de la Constitución española. Sus orígenes se remontan el reinado de Carlos I, en el siglo XVI.

## Historia
Se creó a imagen y semejanza de otros consejos de la Monarquía Hispánica como el Consejo Supremo de la Corona de Castilla o el Consejo Supremo de la Corona de Aragón, constituyó un instrumento fundamental para debatir sobre la política exterior de la monarquía.

### El Consejo de Estado bajo los Austrias
El rey Carlos I de España, emperador del Sacro Imperio como Carlos V, decidió crear un consejo propio para los asuntos externos de la monarquía debido a la gran actuación exterior que marcó su reinado. Empezó a funcionar en 1526, cuando Solimán el Magnífico amenazaba Austria. Fue el único Consejo que no tenía presidente, pues era el propio rey quien asumía esa función.
Sus consejeros no eran especialistas en leyes sino expertos en relaciones internacionales, como el Duque de Alba o Nicolás Perrenot. Los consejeros eran, por tanto, miembros de la alta nobleza y del alto clero. En tiempos de Felipe II en ocasiones el monarca no presidía los consejos y, en su lugar, enviaba a su secretario Antonio Pérez.
Su misión era asesorar al rey sobre la política exterior y tenía el control de las embajadas de Viena (dinastía familiar de los Austrias), Roma, República de Venecia, República de Génova, y de las principales potencias de Europa: Reino de Francia, Reino de Inglaterra y Reino de Portugal.
A diferencia del Consejo de Castilla, en el que el rey escuchaba a los consejeros y ejecutaba las conclusiones que le presentaban, en el Consejo de Estado era el propio rey el que exponía los puntos a debatir, escuchaba a sus consejeros y, posteriormente, el mismo monarca tomaba las decisiones que habían de tomarse.

### El Consejo de Estado en la Constitución de 1812
La Constitución de 1812 creó el Consejo de Estado que en el artículo 236 es definido como «el único Consejo del Rey que oirá su dictamen en los asuntos graves gubernativos y señaladamente para dar o negar la sanción a las leyes, declarar la guerra y hacer los tratados». Además (art. 237), «pertenecerá a este Consejo hacer al Rey la propuesta por ternas para la presentación de todos los beneficios eclesiásticos y para la provisión de las plazas de judicatura». 
El Consejo de Estado estaba compuesto «de 40 individuos que sean ciudadanos en el ejercicio de sus derechos». En el artículo 232 se precisaban las personas que lo integraban:

Cuatro eclesiásticos, y no más, de conocida y probada ilustración y merecimiento, de los cuales dos serán obispos; cuatro grandes de España, y no más, adornados de las virtudes, talento y conocimientos necesarios; y los restantes serán elegidos de entre los sujetos que más se hayan distinguido por su ilustración y conocimientos o por sus señalados servicios en alguno de los principales ramos de la Administración y Gobierno del Estado. Las Cortes no podrán proponer para estas plazas a ningún individuo que diputado de Cortes al tiempo de hacerse la elección. De los individuos del Consejo de Estado, 12 a lo menos serán nacidos en las provincias de Ultramar.

Los miembros del Consejo de Estado eran «nombrados por el Rey, a propuesta de las Cortes», según lo establecido en el artículo 234: «Para la formación de este Consejo se dispondrá en las Cortes una lista triple de todas las clases referidas en la proporción indicada de la cual el Rey elegirá los 40 individuos que han de componer el Consejo de Estado, tomando los eclesiásticos de la lista de su clase, los grandes de la suya, y así los demás». En el artículo 239 se establecía que «los consejeros de Estado no podrán ser removidos sin causa justificada ante el Tribunal Supremo de Justicia».
Tras su abolición por Fernando VII cuando restauró el absolutismo en 1814, el 20 de marzo de 1820 volvió a ponerse en marcha de mano del gobierno liberal. El día 21 de marzo juraban los consejeros la Constitución Política de 1812, siendo su secretario Juan de Madrid Dávila.

### El Consejo de Estado desde elsigloXIXhasta hoy
En 1834 se creó el Consejo Real de España e Indias como órgano consultivo pero se suprimió en 1836. No fue hasta 1845 que se creó el Consejo Real, del cual la presidencia la ocupaba el presidente del Consejo de Ministros, y que desde 1858 recuperó su denominación tradicional, Consejo de Estado, cuyo primer presidente fue Francisco Martínez de la Rosa. Este Consejo fue regulado por numerosas normas, destacando las de 1858, 1860, 1904 y 1980. En la Constitución de 1978 quedó definido como «el supremo órgano consultivo del Gobierno».

## Composición y funciones
En la actualidad, está regulado por la Ley Orgánica 3/1980, de 22 de abril, modificada por la L.O 4/2011, de 13 de marzo.
Está formado por el presidente, el Pleno, la Comisión Permanente, la Comisión de Estudios, las Secciones, el Cuerpo de Letrados y todo el personal administrativo.
- El presidente es nombrado libremente por real decreto del Consejo de Ministros entre juristas de reconocido prestigio y experiencia en asuntos de Estado.

- El Pleno lo forman el presidente, los consejeros natos (los expresidentes del Gobierno, los directores o presidentes de la Real Academia Española, de la Real Academia de Jurisprudencia y Legislación, de la Real Academia de la Historia, del Consejo Económico y Social, el fiscal general del Estado, el jefe del Estado Mayor de la Defensa, el gobernador del Banco de España, el abogado general del Estado y los presidentes de la Comisión General de Codificación y de la Abogacía), los consejeros permanentes (nombrados libremente por decreto entre los que hayan sido ministros, presidentes o consejeros de Gobiernos de las comunidades autónomas, consejeros de Estado, letrados del propio Consejo, profesores numerarios y funcionarios de nivel universitario con quince años de ejercicio, oficiales generales del Cuerpo Jurídico Militar y exgobernadores del Banco de España, con el límite en número que no debe superar al de secciones) y los consejeros electos en número no superior a diez y por un periodo de cuatro años, además del secretario general del Consejo.

- La Comisión Permanente está integrada por el presidente, los consejeros permanentes y el secretario general.

- La Comisión de Estudios está integrada por el presidente, dos consejeros permanentes, dos natos y dos electivos, designados por el Pleno, y el secretario general. La Comisión de Estudios es el órgano del Consejo de Estado que ordena, dirige y supervisa la realización de estudios, informes y memorias encargados por el Gobierno.
- Las Secciones son nueve, están integradas por el Consejero Permanente, un Letrado Mayor y letrados que sean necesarios.

La función del Consejo de Estado es exclusivamente consultiva, y se limita a dar su opinión fundada sobre el objeto de la consulta o a proponer otra solución más adecuada. En el ejercicio de esta función, debe velar por la observancia de la Constitución y del resto del ordenamiento jurídico (ver Ley Orgánica 3/1980, de 22 de abril). Además, ha de procurar la armonía del sistema, el rigor de la técnica normativa y el buen hacer de la Administración, para reducir al mínimo la conflictividad con los ciudadanos.
Tres de sus consejeros permanentes son designados cada año para formar parte del Tribunal de Conflictos de Jurisdicción.

### Composición actual
La composición actual del Consejo de Estado del Reino de España es:
Presidencia: Carmen Calvo, exvicepresidenta del Gobierno.
Secretaría General: Leopoldo Calvo-Sotelo Ibáñez-Martín, ii marqués de la Ría de Ribadeo y grande de España, letrado del Consejo de Estado.
Consejeros permanentes:
- Miguel Herrero y Rodríguez de Miñón (Sección Primera), letrado del Consejo de Estado, jurista y político; uno de los Padres de la Constitución.
- Magdalena Valerio (Sección Segunda), expresidenta del Consejo de Estado de España.
- María Paz Andrés Sáenz de Santa María (Sección Tercera), catedrática de universidad.
- Fernando Ledesma Bartret (Sección Cuarta), magistrado del Tribunal Supremo y exministro de Justicia, que también fue presidente del Consejo de Estado entre 1991 y 1996.
- Alberto Aza Arias (Sección Quinta), diplomático.
- José Luis Manzanares Samaniego (Sección Sexta), magistrado del Tribunal Supremo; exvicepresidente del Consejo General del Poder Judicial y exmagistrado del Tribunal Constitucional.
- María Teresa Fernández de la Vega Sanz (Sección Séptima), exmagistrada, exvicepresidenta del Gobierno y exministra de la Presidencia, que fue presidenta del Consejo de Estado entre 2018 y 2022.
- Enrique Alonso García (Sección Octava), letrado del Consejo de Estado y titular de la cátedra UNESCO de Derecho del Medio Ambiente de la Universidad Rey Juan Carlos desde su creación hasta junio de 2006. Exdirector del Real Colegio Complutense (establecido en cooperación con la Universidad de Harvard).
- María Luisa Carcedo Roces (Sección Novena), exministra de Sanidad, Consumo y Bienestar Social y exalta Comisionada para la lucha contra la pobreza infantil.

Consejeros natos:
- Santiago Muñoz Machado, director de la Real Academia Española.
- Antón Costas Comesaña, presidente del Consejo Económico y Social.
- Benigno Pendás García, presidente de la Real Academia de Ciencias Morales y Políticas.
- Manuel Pizarro Moreno, presidente de la Real Academia de Jurisprudencia y Legislación.
- Álvaro García Ortiz, fiscal general del Estado.
- Teodoro Esteban López Calderón, almirante general, jefe de Estado Mayor de la Defensa.
- Victoria Ortega Benito, presidenta del Consejo General de la Abogacía.
- Antonio Pau Pedrón, presidente de la Sección Primera de la Comisión General de Codificación.
- David Vilas Álvarez, abogado general del Estado.
- María Yolanda Gómez Sánchez, directora del Centro de Estudios Políticos y Constitucionales.
- José Luis Escrivá, gobernador del Banco de España.

Consejeros electivos:
- Juan Carlos Rodríguez Ibarra, político, expresidente de la Junta de Extremadura.
- José María Michavila Núñez, letrado del Consejo de Estado, abogado, exministro de Justicia.
- Jordi Guillot i Miravet, político, exsenador y exdiputado.
- María Emilia Casas Baamonde, exmagistrada y expresidenta del Tribunal Constitucional.
- Elisa Pérez Vera, exrectora de la Universidad Nacional de Educación a Distancia y exmagistrada del Tribunal Constitucional.
- Soraya Sáenz de Santamaría, abogada del Estado, jurista, profesora y política, exvicepresidenta del Gobierno.
- Elena Valenciano Martínez-Orozco, política, exdiputada y exdiputada del Parlamento Europeo.
- Francisco Javier Losada de Azpiazu, médico, exsenador, exalcalde de La Coruña y exdelegado del Gobierno en Galicia.
- Pedro María Sanz Alonso, exvicepresidente del Senado y expresidente de La Rioja.
- Juan Carlos Aparicio Pérez, exalcalde de Burgos, exvicepresidente de Castilla y León y exministro de Trabajo y Asuntos Sociales.

Todos tienen tratamiento de excelentísimo/a señor/a, excepto el jefe del gabinete, que recibe tratamiento de ilustrísimo señor.